# 윤영미 (1962년)
윤영미(한국 한자: 尹英美, 1962년 10월 25일 ~ )는 대한민국의 방송인 겸 작가이다.

## 이력
1985년에 춘천MBC의 아나운서로 입사한 뒤 1991년 SBS 1기 아나운서로 입사, 2011년까지 근무 후 프리랜서로 활동했다.
신장은 160cm이고 체중은 50kg인 그녀는 현재 윤영미 스티치 컴퍼니 대표이며 2011년에는 연극평론가로도 등단하였고 2012년에는 가천대학교 신문방송학과 교수 오미영과 아울러 한국방송예술교육진흥원 초빙교수로 임명되었다.
아나운서 퇴사 이후, 현재는 제주특별자치도에서 거주하고 있다.

## 학력
- 창덕여자고등학교 (졸업)
- 춘천성심여자대학교 국어국문학과 (졸업)
- 연세대학교 교육대학원 한국어교육학과 (졸업)

## 출연작

### TV 프로그램
- 문화시대 (SBS)
- TV를 말한다 (SBS)
- 101번째 프러포즈 (SBS)
- 접속! 무비월드 (SBS)
- 사랑해요! 우리말 (SBS)
- 뉴스와 생활경제 윤영미의 연예뉴스 (SBS)
- 생방송 모닝와이드 (SBS)
- 옷장의 요정 (QTV)
- 기분 좋은 날 (MBC)
- 세바퀴 (MBC)
- 건강버라이어티 올리브
- 위기탈출 넘버원 (KBS2)
- 여행수다 나를 찾아서 (JTBC)
- EBS 토크쇼 부모 고수다 (EBS)
- EBS 토크쇼 부모 놀라운 데이터 (EBS)
- 행복한 아침 (채널A) 2019년 6월 7일 게스트
- 얼마예요? (TV조선)

### 라디오 프로그램
- 한밤의 데이트 (춘천MBC 라디오)
- 자! 일요일 입니다 (SBS 라디오)
- 밤이 흐르는 곳에 (SBS 라디오)
- 출발 성공시대 (SBS 라디오)
- 토요 정보 총집합 (SBS 라디오)
- SBS 스포츠 프로야구 중계 (1994년 ~ 2000년,여성 캐스터 1호로 기록) (이상 SBS)
- EBS 책 읽는 라디오 낭독 시리즈 (EBS)

### 드라마 특별 출연
- 하늘이시여 (SBS) - SBN 아나운서 역

## 가족 관계
- 배우자 : 황능준 (1962년 ~ )
  - 장남 : 황예손 (1997년 ~ )
  - 차남 : 황예후 (1998년 ~ )